# Groß Garz
Groß Garz is een plaats en voormalige gemeente in de Duitse deelstaat Saksen-Anhalt, en maakt deel uit van de Landkreis Stendal.
Groß Garz telt 796 inwoners.